# Temporada 1977 del Campeonato Europeo de Fórmula Dos
La temporada 1977 del Campeonato Europeo de Fórmula Dos fue la decimoprimera edición de dicho campeonato.

## Calendario
|    | Circuito       | Fecha         | Vueltas | Distancia         | Tiempo              | Velocidad                 | Pole Position                | Vuelta rápida                 | Ganador                   |
| -- | -------------- | ------------- | ------- | ----------------- | ------------------- | ------------------------- | ---------------------------- | ----------------------------- | ------------------------- |
| 1  | Silverstone    | 6 de marzo    | 47      | 4.719=221.793 km  | 1'05:45.22          | 202.385 km/h              | Michel Leclère               | Patrick Nève                  | René Arnoux               |
| 2  | Thruxton       | 11 de abril   | 50      | 3.792=189.600 km  | 1'05:59.43          | 172.388 km/h              | Alex Ribeiro                 | Brian Henton                  | Brian Henton              |
| 3  | Hockenheim     | 17 de abril   | 20+20   | 6.789=271.56 km   | 1'21:20.4 1'21:30.4 | 200.315 km/h 199.905 km/h | Jochen Mass Bruno Giacomelli | Eddie Cheever                 | Jochen Mass René Arnoux   |
| 4  | Nürburgring    | 1 de mayo     | 9       | 22.835=205,515 km | 1'06:41.1 1'06:54.3 | 184.913 km/h 184.305 km/h | Riccardo Patrese             | Jochen Mass                   | Jochen Mass Eddie Cheever |
| 5  | Vallelunga     | 15 de mayo    | 65      | 3.2=208.0 km      | 1'16:57.36          | 162.171 km/h              | Bruno Giacomelli             | Bruno Giacomelli              | Bruno Giacomelli          |
| 6  | Pau            | 30 de mayo    | 59      | 2.76=162.84 km    | 1'14:52.52          | 130.489 km/h              | Patrick Tambay               | Didier Pironi                 | René Arnoux               |
| 7  | Mugello        | 19 de junio   | 42      | 5.245=220.290 km  | 1'16:36.5           | 172.532 km/h              | Riccardo Patrese             | Alessandro Pesenti-Rossi      | Bruno Giacomelli          |
| 8  | Rouen          | 26 de junio   | 38      | 5.543=210.634 km  | 1'08:36.19          | 184.219 km/h              | Eddie Cheever                | Ingo Hoffmann                 | Eddie Cheever             |
| 9  | Nogaro         | 12 de julio   | 65      | 3.12=202.80 km    | 1'20:42.69          | 150.759 km/h              | René Arnoux                  | Riccardo Patrese              | René Arnoux               |
| 10 | Pergusa-Enna   | 24 de julio   | 30+30   | 4.95=297.0 km     | 1'36:18.0           | 185.047 km/h              | Keke Rosberg                 | Riccardo Patrese Keke Rosberg | Keke Rosberg              |
| 11 | Misano         | 7 de agosto   | 30+30   | 3.488=209.28 km   | 1'13:44.8           | 170.269 km/h              | Bruno Giacomelli             | Bruno Giacomelli René Arnoux  | Lamberto Leoni            |
| 12 | Estoril        | 2 de octubre  | 50      | 4.35=217.50 km    | 1'19:29.30          | 164.175 km/h              | Didier Pironi                | Derek Daly                    | Didier Pironi             |
| 13 | Donington Park | 30 de octubre | 65      | 3.149=204.685 km  | 1'12:40.35          | 168.992 km/h              | Bruno Giacomelli             | Bruno Giacomelli              | Bruno Giacomelli          |

## Clasificación de pilotos
Por cada carrera se otorgaron puntos: 9 puntos para el ganador, 6 para el segundo lugar, 4 para el tercer lugar, 3 para el cuarto lugar, 2 para el quinto lugar y 1 para el sexto lugar. No se otorgaron puntos adicionales.
Tres puntos se eliminaron. Se coloca entre paréntesis.
| Lugar           | Nombre                   | Equipo                       | Equipo  | Coche   | SIL | THR | HOC | NÜR | VLL | PAU | MUG | ROU | NOG | EMM | MIS | EST | DON | Points |
| --------------- | ------------------------ | ---------------------------- | ------- | ------- | --- | --- | --- | --- | --- | --- | --- | --- | --- | --- | --- | --- | --- | ------ |
| 1               | René Arnoux              | Écurie Renault               | Martini | Renault | 9   | -   | 9   | 3   | -   | 9   | -   | -   | 9   | 6   | -   | 6   | 1   | 52     |
| 2               | Eddie Cheever            | Project Four Racing          | Ralt    | BMW     | -   | 6   | -   | 9   | 4   | -   | -   | 9   | 2   | -   | 6   | 4   | -   | 40     |
| 3               | Didier Pironi            | Écurie Renault               | Martini | Renault | -   | -   | -   | 4   | 6   | 6   | -   | 4   | -   | 3   | 2   | 9   | 4   | 38     |
| 4               | Riccardo Patrese         | Trivellato Racing            | Chevron | BMW     | 1   | 2   | 6   | -   | -   | 4   | 6   | 6   | 6   | -   | -   | 1   | -   | 32     |
|                 | Bruno Giacomelli         | Team Euroracing              | March   | Hart    | -   | -   | -   | 2   |     |     |     |     |     |     |     |     |     | 32     |
| Team Euroracing | Bruno Giacomelli         | March                        | BMW     |         |     |     |     | 9   | -   | 9   | -   | 3   | -   | -   | -   | 9   |     | 32     |
| 6               | Keijo Rosberg            | Opert Racing                 | Chevron | Hart    | -   | -   | 1   | 6   | -   | -   | -   | -   | -   | 9   | -   | 3   | 6   | 25     |
| 7               | Alberto Colombo          | Team Euroracing              | March   | BMW     | 2   | 3   | 2   | -   | 2   | 3   | 4   | 1   | 1   | -   | -   | -   | -   | 18     |
|                 | Ingo Hoffmann            | Project Four Racing          | Ralt    | BMW     | 3   | -   | -   | 1   | -   | -   | -   | 2   | 4   | 4   | 4   | -   | -   | 18     |
| 9               | Alessandro Pesenti-Rossi | Team Euroracing              | March   | Hart    | -   | -   | 4   | -   |     |     |     |     |     |     |     |     |     | 13     |
| 9               | Alessandro Pesenti-Rossi | Team Euroracing              | March   | BMW     |     |     |     |     | 3   | -   | 3   | -   | -   | -   | 3   | -   | -   | 13     |
| 10              | Brian Henton             | Netherton & Worth Boxer Cars | Boxer   | Hart    | -   | 9   | 3   | -   | -   | -   | -   | -   | -   | -   | -   | -   | -   | 12     |
| 11              | Lamberto Leoni           | Trivellato Racing            | Chevron | Ferrari | -   | -   | -   | -   | -   | -   | -   | -   | -   | -   | 9   | -   | -   | 9      |
| 12              | Ray Mallock              | private entry                | Chevron | Hart    | 6   | -   | -   | -   | -   | -   | -   | -   | -   | -   | -   | -   | -   | 6      |
| 13              | Marc Surer               | Team Hohmann                 | March   | BMW     | -   | -   | -   | -   | -   | -   | 2   | -   | -   | -   | -   | -   |     | 5      |
| 13              | Marc Surer               | March Racing                 | March   | BMW     |     |     |     |     |     |     |     |     |     |     |     |     | 3   | 5      |
| 14              | Patrick Nève             | March Racing                 | March   | BMW     | 4   | -   | -   | -   | -   | -   | -   | -   | -   | -   | -   | -   | -   | 4      |
|                 | Alex Ribeiro             | March Racing                 | March   | BMW     | -   | 4   | -   | -   | -   | -   | -   | -   | -   | -   | -   | -   | -   | 4      |
| 16              | Gaudenzio Mantova        | private entry                | March   | BMW     | -   | -   | -   | -   | -   | 2   | -   | -   | -   | 2   | -   | -   | -   | 4      |
| 17              | Gianfranco Brancatelli   | Team Everest                 | Ralt    | Ferrari | -   | -   | -   | -   | -   | -   | -   | 3   | -   | -   | -   | -   | -   | 3      |
| 18              | Derek Daly               | Chevron Racing               | Chevron | Hart    | -   | -   | -   | -   | -   | -   | -   | -   | -   | -   | -   | 2   | -   | 2      |
|                 | Danny Sullivan           | Netherton & Worth Boxer Cars | Boxer   | Hart    | -   | -   | -   | -   | -   | -   | -   | -   | -   | -   | -   | -   | 2   | 2      |
| 20              | Hans Royer               | Opert Racing                 | Chevron | Hart    | -   | 1   | -   | -   | -   | -   | -   | -   | -   | -   | -   | -   | -   | 1      |
|                 | Luciano Pavesi           | private entry                | Ralt    | Hart    | -   | -   | -   | -   | 1   | -   | -   | -   | -   | -   | -   | -   | -   | 1      |
|                 | Ricardo Zunino           | March Racing                 | March   | Hart    | -   | -   | -   | -   | -   | 1   | -   | -   | -   | -   | -   | -   | -   | 1      |
|                 | Bernard de Dryver        | Team Gubelmann & Gerard      | March   | BMW     | -   | -   | -   | -   | -   | -   | 1   | -   | -   | -   | -   | -   | -   | 1      |
|                 | Gianfranco Trombetti     | Team Everest                 | Ralt    | Ferrari | -   | -   | -   | -   | -   | -   | -   | -   | -   | 1   | -   | -   | -   | 1      |
|                 | Patrick Bardinon         | Maublanc Racing              | March   | BMW     | -   | -   | -   | -   | -   | -   | -   | -   | -   | -   | 1   | -   | -   | 1      |